# Paret verda
Una paret verda, mur vegetalitzat o jardí vertical, és un mur interior o exterior parcialment o completament cobert per vegetació. Segons les necessitats, poden tenir un sistema de regatge integrat.

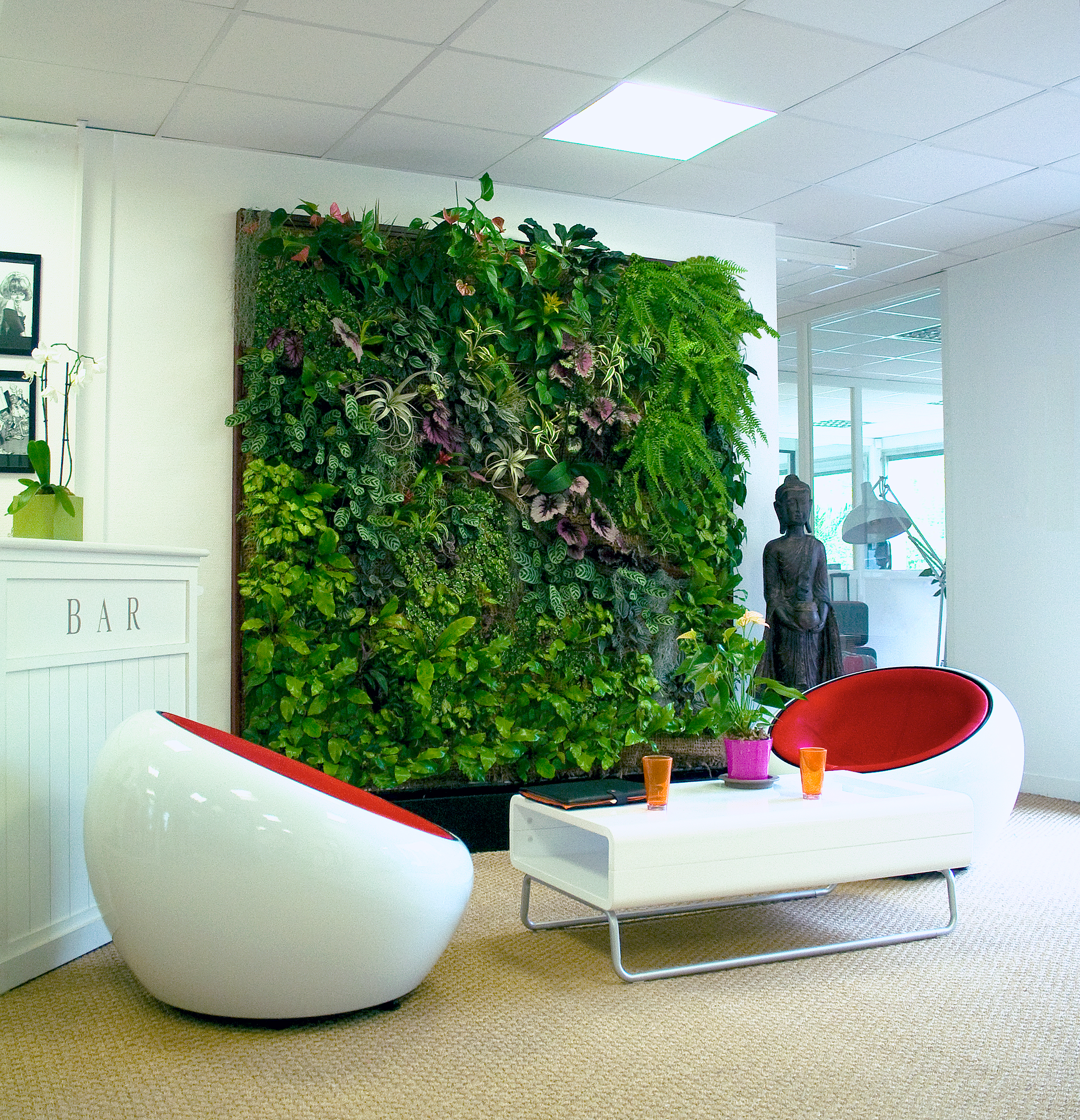
Paret verda interior

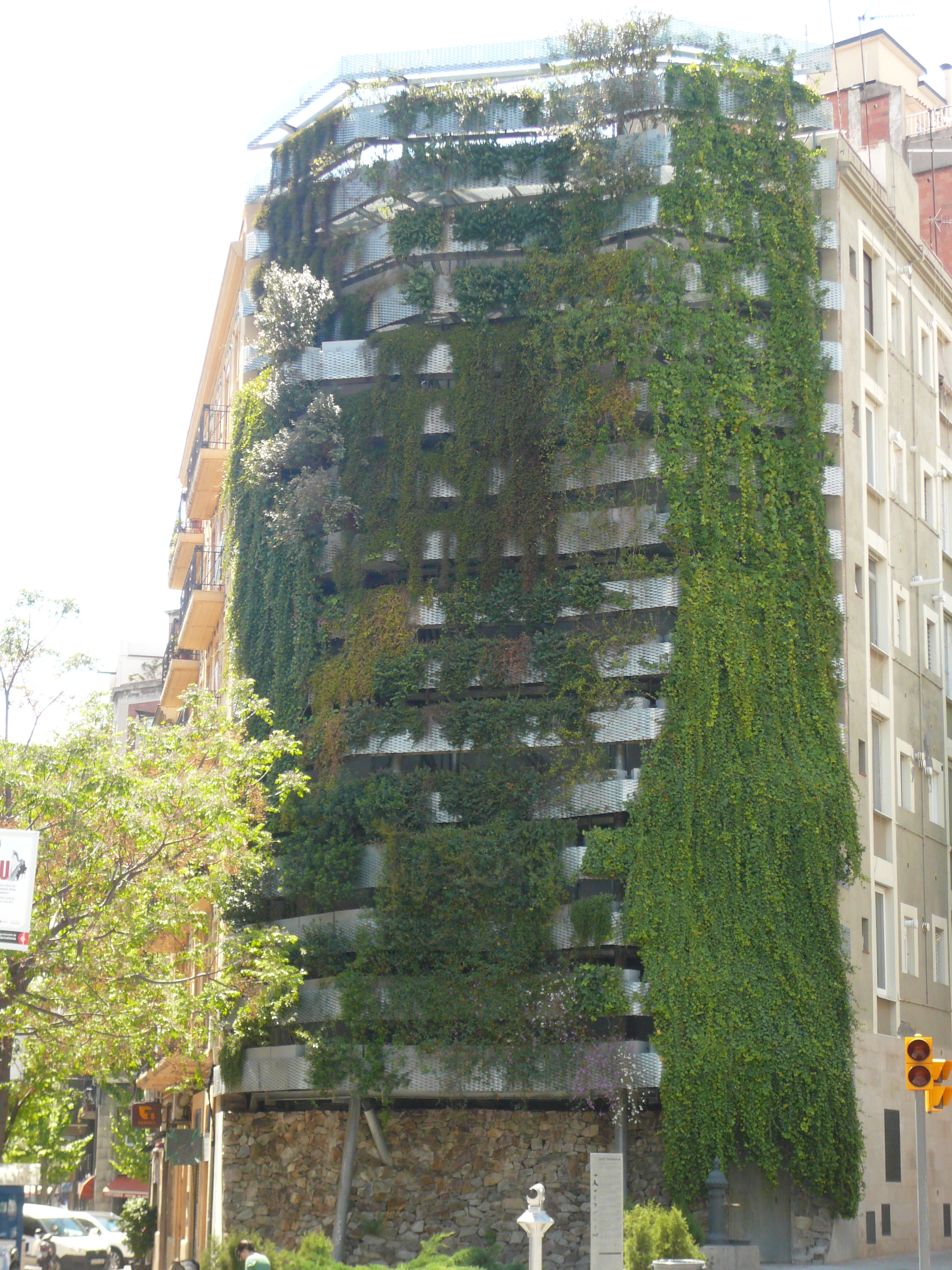
Jardí Tarradellas a Barcelona

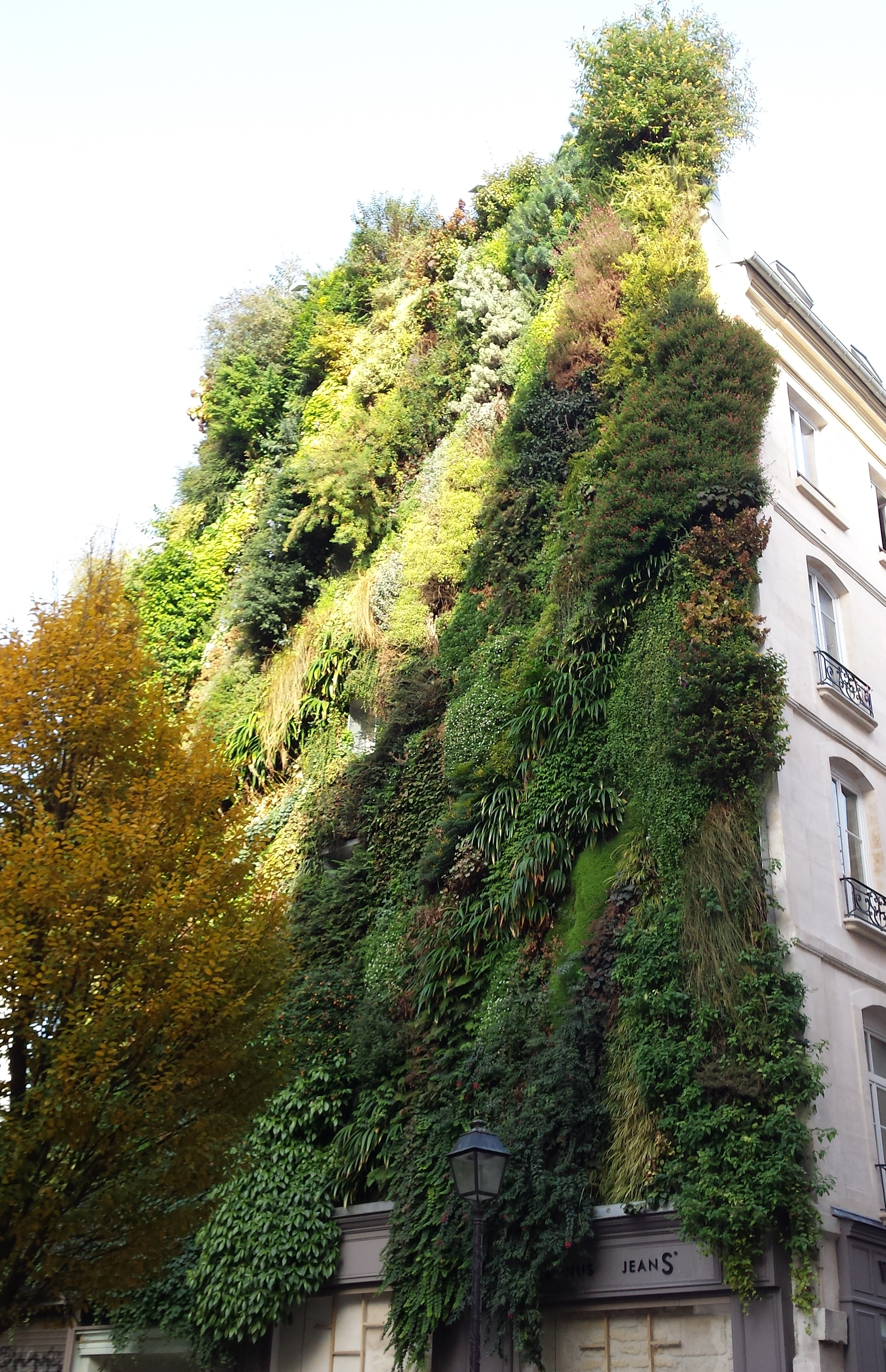
Paret verda a París

És un fenomen antic, inspirat en els Jardins penjants de Babilònia –probablement només una llegenda–. De vegades es considera l'arquitecte Patrick Blanc com el creador d'aquest concepte vers la fi de la dècada de 1980. Stanley Hart White, un professor d'Arquitectura i Paisatgisme va ser el primer per patentar un sistema de paret verda (Green wall) el 1938. Sovint es cobreixen d'heura, anglesina o altres plantes enfiladisses de forma més o menys espontània. Des dels anys 1980, es va començar desenvolupar sistemes de jardineria vertical amb una estructura per facilitar i fixar-hi les plantes i integrar-hi altres espècies que les plantes enfiladisses tradicionals. S'hi veu una eina per a millorar el microclima urbà, netejar l'aire, fixar la pols, baixar la temperatura i augmentar l'estètica, per exemple de parets mitgeres cegues, i se'n creen per exemple en aeroports per millorar-ne l'estètica.
L'any 2015, la paret verda més gran del món cobria una superfície de 2.700 m² i estava situada a l'International Convention Center a la ciutat de Los Cabos (Mèxic), un edifici dissenyat per l'arquitecte mexicà Fernando Romero per la cimera dels G-20 de 2012.
La popularitat de parets (o teulats) verdes continua creixent. El jardí Tarradellas va ser la primera paret verda contemporània de Barcelona, una iniciativa de l'Institut de Paisatge Urbà i Qualitat de vida per reaprofitar les mitgeres dels edificis.